# 京都府道282号内里城陽線
京都府道282号内里城陽線（きょうとふどう282ごう うちさとじょうようせん）は、京都府八幡市から城陽市に至る一般府道である。

## 概要
八幡市内里南ノ口から城陽市寺田に至る。途中、木津川で寸断される。道路法上は渡船延長が残るが既に廃止されており、この間の交通手段は存在しない。

### 路線データ
- 起点：八幡市内里南ノ口（内里南交差点、大阪府道・京都府道736号交野久御山線交点）
- 終点：城陽市寺田（城陽市役所前交差点、京都府道69号城陽宇治線交点）

## 路線状況

### 重複区間
- 京都府道22号八幡木津線（八幡市岩田西玉造・西玉造交差点 - 八幡市岩田高木）

### 道路施設

#### 橋梁
- 古川橋（古川、城陽市）

## 地理

### 通過する自治体
- 京都府
  - 八幡市 - 城陽市

### 交差する道路
| 交差する道路                        | 市町村名 | 交差する場所 | 交差する場所              |
| ----------------------------------- | -------- | ------------ | ------------------------- |
| 大阪府道・京都府道736号交野久御山線 | 八幡市   | 内里南ノ口   | 内里南交差点 / 起点       |
| 国道1号 / 第二京阪道路（一般部）    | 八幡市   | 内里松ケ外   | 八幡内里交差点            |
| 京都府道22号八幡木津線 重複区間起点 | 八幡市   | 岩田西玉造   | 西玉造交差点              |
| 京都府道22号八幡木津線 重複区間終点 | 八幡市   | 岩田高木     |                           |
| 京都府道801号京都八幡木津自転車道線 | 八幡市   | 岩田辻垣内   |                           |
| 不通区間                            |          |              |                           |
| 国道24号 / 大久保バイパス           | 城陽市   | 寺田         | 城陽寺田交差点            |
| 京都府道252号寺田水主線             | 城陽市   | 寺田         |                           |
| 京都府道69号城陽宇治線              | 城陽市   | 寺田         | 城陽市役所前交差点 / 終点 |

### 交差する鉄道
- 近鉄京都線

### 沿線
- 近鉄京都線 寺田駅
- 城陽市役所